# Sierdeczne pokłonienie

Rękopis listu (przekreślony na dole strony)

Sierdeczne pokłonienie – list miłosny w języku polskim z połowy XV wieku.
Utwór otrzymał nazwę od incipitu: Sierdeczne pokłonienie, od mego sierce łaskawe powitanie. Zachowany fragment jest prawdopodobnie początkiem dłuższego listu kawalera do panny. Tekst zawiera na początku pozdrowienie, ukłony i pytanie o zdrowie, a następnie narzekania na niewierność panny. List napisany został prozą rymowaną, prostym stylem, pozbawionym ozdobników.
Anonimowy tekst zapisany został około 1444 na końcu rękopisu z odpisami statutów wiślickiego i warckiego (karta 36v), i po przepisaniu przekreślony. Rękopis odnaleziony został w bibliotece pozostałej po Janie Wincentym Bandtkie. Przechowywany był w Bibliotece Baworowskich we Lwowie, zaś po II wojnie światowej trafił do zbiorów Biblioteki Narodowej. Od 2024 prezentowany jest na wystawie stałej w Pałacu Rzeczypospolitej.